# ジョセフ・スクーリング
ジョセフ・アイザック・スクーリング(Joseph Isaac Schooling 1995年6月16日 - )は、シンガポールの競泳選手。スクーリングは2016年リオデジャネイロオリンピックで男子100mバタフライで金メダルを獲得し、シンガポールの歴史上最初のオリンピック金メダリストでもあった。優勝タイムは50.39秒であり、オリンピック、アジアおよびシンガポール新記録を出した。
2011年東南アジア大会で200mバタフライで優勝後、2012年ロンドンオリンピック代表に選ばれた。
スクーリングはアメリカ合衆国フロリダ州ジャクソンビルの予科大学ボールズスクールの水泳強化施設に参加してトレーニングをしていた。スクーリングは英華学校で教育を受け、テキサス大学オースティン校で学んだ。そこでアメリカの男子競泳のヘッドコーチを2度務めたエディ・リーズのもとでの大学水泳の頂点の一つ、テキサス・ロングホーン・スイミングチームの一員であった。
50mバタフライ22秒93、100mバタフライ50秒39の長水路のアジア記録を保持している。

## 人物
スクーリングは移民3世シンガポール人 であり、大陸系シンガポール人（アジア、ヨーロッパ各地からシンガポール島に移住した人々を祖先にもつシンガポール人）である。
メイ、コリン・スクーリング夫妻の一人息子として生まれる。母のメイは中国系マレーシア人（マレーシア華僑）でシンガポールの永住者であり、かつてはテニスのマレーシアペラ州代表であった。一方、父のコリンはシンガポールで生まれ、ラッフルズ書院（中学）で教育を受けた。彼はビジネスマンでありながらハードル走と水球の選手であり、ソフトボールではシンガポール代表に選ばれた。
コリンの祖父は現地のクリスタング（Kristang ポルトガル支配下のマラッカで形成されたマレー人とポルトガル人の混血のクレオール民族）と結婚したイギリス軍の将校であった。また1948年ロンドンオリンピックに陸上競技で参加した最初のシンガポール人ロイド・ヴァルバーグは大おじである。スクーリングはシンガポールで生まれ成長した。
スクーリングはシンガポールの英華小学校（en:Anglo-Chinese School）で教育を受け、独立系の英華中学で2年間学んだ後、アメリカで教育を修了するために母国を離れた。
またサッカーの大ファンであり、チェルシーFCをひいきのチームに数えている。チェルシーFCのウェブサイトのオンラインインタヴューでスクーリングは同FCへの情熱について話している。
スクーリングが13歳の時、北京オリンピックをひかえたマイケル・フェルプスと出会っておりその時の写真が今でも残っている。スクーリングはのちに2016年リオデジャネイロオリンピックでフェルプスを100mバタフライにおいてオリンピック記録をもって破り、金メダルを得ることになる。

## キャリア
スクーリングのオリンピックの夢の始まりの最初の特筆すべき出来事は、6歳の時のスクーリングと親族との間での1948年ロンドンオリンピックに参加した最初のシンガポール人でスクーリングの大おじであるロイド・ヴァルバーグについての会話にさかのぼる。
スクーリングは、父にオリンピックに出場したいですと伝えた。コリン・スクーリングは息子が5歳のころよりの全種目の時期と記録を持っていた。この時スクーリングはまだ9歳であり、大変高いレベルで競争できることは明らかであった。
幼少期よりオーストラリア、メルボルンのモナシュ大学 と地方自治開発省（シンガポールスポーツ評議会）の持続可能なモニタリングプログラムのもとオーストラリアからのコーチと選手らのトレーニングを受けた。2011年の 東南アジア大会での男子200mバタフライでの優勝タイム1:56.67は「A」ランクで2012年ロンドンオリンピックのシンガポール代表に選ばれた。 不運にもスクーリングははかばかしくない結果に終わり、準決勝に進出することは叶わなかった。そこでは競泳のオフィシャルにスクーリングのキャップとゴーグルの使用は許可されなかった。
スクーリングは独自にシンガポールの徴兵のリストに登録されていたが、2016年のリオデジャネイロオリンピックの終わりまで繰り延べられていた。
またスクーリングは2014年、グラスゴーで開催されたコモンウェルスゲームズ、男子100mバタフライで銀メダルを獲り、同競技会でシンガポール最初の競泳のメダリストになった。

### 2014年仁川アジア大会
スクーリングの大きなブレイクスルーは、男子100mバタフライ決勝で51.76秒をたたき出し、仁川アジア大会でシンガポール最初の金メダルをもたらしたときに到来した。
スクーリングの51．76秒のタイムはアジア大会新記録となった。このリザルトはまた1982年ニューデリー大会で男子自由形100mでのAng Peng Siongの金メダル以来の、シンガポールのアジア大会男子水泳の金メダルとなった。
スクーリングの51.76秒のタイムは、52.83秒で予選を突破した彼のタイムを上回った。
「自分の良いパフォーマンスが出せて大変幸せだ。シンガポールにとって今大会初の金メダルを取れたのはたいへん嬉しく、もっと上へと行きたい。レース前は気分ががよく、セルジオ・ロペスコーチの計画したレースプランに基づき、泳ごうとしている。シンガポールのファンからのサポートはファンタスティックで、コールルームから歩み出るときにはそれらは応援に聞こえるし、チーム全体が自分を応援していることも忘れていない」と19歳の若者は言った。
スクーリングは先に200mバタフライで銅メダルを獲得し、24年のシンガポールの男子水泳メダル不毛の時代を終わらせた。彼は続いて50mバタフライで銀メダルを獲得した。

### 第28回東南アジア大会
シンガポールで開催された第28回東南アジア競技会で、スクーリングは9つの種目に参加し、9つの金メダルを獲得し、同時に記録を更新した。スクーリングの50m自由形での記録22．47秒は、1982年の全米水泳選手権でAng Peng Siongが樹立した記録(22.69 秒)を破る33年ぶりのシンガポール記録であった。

### 第16回FINA世界水泳選手権カザン大会
スクーリングは2015年の世界水泳でこれを上回った。彼は50mバタフライ、100m バタフライ決勝に、シンガポール記録を更新して進出した。
彼は50mバタフライでは準決勝においてアジア記録を更新し、決勝でさらに23秒25の記録だし再び記録を更新した。100mバタフライでは50秒96秒の記録でアジア記録を更新し、シンガポールで最初の同大会のメダルを獲得した。

### 2016年リオデジャネイロオリンピック
2016年8月12日、リオデジャネイロオリンピックの男子100mバタフライで21歳のスクーリングが50.39秒で金メダルを獲得した。
この記録は同着2位となった3人、マイケル・フェルプス、チャド・ルクロ、シェー・ラースローよりも0.75秒速く、これは1972年ミュンヘンオリンピックでのマーク・スピッツの優勝以来本種目では最大の時間差であった。
タイムは2008年北京オリンピックで、フェルプスが出した50・58秒を破るオリンピック新記録となった。
またこの記録はアジア新記録であり当然スクーリングの母国シンガポール新記録である。
この日、スクーリングは男子100mバタフライではフェルプスとミロラド・チャビッチ とともに3人目の記録更新者となった。
スクーリングは東南アジアでオリンピックの金メダルを獲得した最初の競泳選手（男女とも）になった
これはシンガポール史上初のオリンピック金メダルであり、競泳では最初のメダルでもあった。
リオデジャネイロオリンピックの金メダルで、シンガポールオリンピック評議会はスクーリングを100万シンガポールドルの報奨金授与者の候補に挙げた。それのみならず、シンガポール水泳協会はスクーリングに2万シンガポールドルの授与が必要だとした。
8月11日の100mバタフライ準決勝ではスクーリングは50.83秒で泳ぎ、決勝進出に一番乗りを決めた 。このタイムは本種目での個人ベストであり、シンガポール新記録でありアジア新記録であり、2016年の本大会における本種目最速の記録であった。しかしわずか1日でスクーリングは決勝戦でこの記録を更新した。